# 近水園
近水園（おみずえん）は、旧足守藩主・木下家の庭園で、岡山県では岡山市の後楽園、津山市の衆楽園と並ぶ大名庭園。

## 概要
近水園（おみずえん）は、岡山県岡山市北区足守にある旧足守藩主・木下家の日本庭園で、岡山県では岡山市の後楽園、津山市の衆楽園と並ぶ大名庭園。築庭時期は定かではないが、足守藩6代藩主・木下㒶定（きんさだ）の時、18世紀初めと推定されている。
足守藩の藩邸（陣屋）の背後に続く御殿山（宮路山）の麓に位置する。
小堀遠州流をくむ池泉回遊の築庭方式をとっている。昭和34年（1959年）に岡山県指定名勝となった。足守川から水が引かれている池には、藩主の長寿を象徴する鶴島と亀島が配置されており、亀島には亀頭石、中心石、脚石と呼ばれる石がある。
池のほとりの山際には数寄屋造り（茶室風の建物）の吟風閣（ぎんぷうかく）が建つ。吟風閣は、足守藩6代藩主・木下㒶定が1708年（宝永5年）に幕命によって京都御所の仙洞御所、中宮御所を普請した際、その残財を持ち帰って建築したものといわれている。屋根は茅葺の切妻造り（現在は銅板葺き）、1階はさし天井、2階は舟底天井となっている。雨戸は、奥側にのみ戸袋があり、開閉時には部屋の隅柱で直角に敷居を滑らせるからくりが施されている。吟風閣からは、足守川を隔て宇野山の借景が望め、大名庭園の醍醐味を堪能できる。
池の周囲をサクラ、モミジ、エノキが囲み、桜や紅葉の時期には多くの観光客が訪れる。

## アクセス
- 岡山自動車道「岡山総社IC」より車で約12分[5]
- JR桃太郎線「足守駅」下車、タクシーで約5分[6]

## 足守の観光
- 足守文庫：藩主遺品・藩の資料の資料を収蔵・展示
- 木下利玄生家
- 家老・杉原家旧邸宅
- 商家・藤田千年治邸
- 緒方洪庵生誕地
- 大光寺（だいこうじ）：木下家菩提寺